# Бур'ян (фільм, 2018)
«Бур'ян» («Mauvaises herbes») — французький кінофільм 2018 року, знятий режисером Хейроном.

## Сюжет
Ваель (Хейрон), колишній безпритульник, заробляє на життя дрібним шахрайством зі своєю прийомною матір'ю та співучасником Монік (Катрін Денев). Коли цей нетрадиційний дует обманює не того хлопця, Віктора (Андре Дюссольє), старого знайомого Моніки, який нині відповідає за організацію підтримки для проблемних підлітків, він не має іншого вибору, окрім як стати його тимчасовим секретарем і педагогом, щоб спокутувати свою провину. Зіткнувшись із шістьма норовливими дітьми, повними рішучості зіпсувати всі його зусилля, особиста історія Ваеля і його винахідницькі хитрощі стають ключем до завоювання їхньої довіри — і незабаром він розуміє, що йому теж дано шанс виправити своє минуле і знайти своє місце в суспільстві.

## У ролях
- Хейрон: Ваель
- Катрін Денев: Монік
- Андре Дюссольє: Віктор
- Альбан Ленуар: Франк, брудний коп
- Луїсон Бліве: Шана
- Аділь Дебі: Фабріс
- Хаку Беносман: Карім
- Юссуф Ваґе: Людо
- Уассіма Зрукі: Надя
- Джозеф Йованович: Джиммі
- Лейла Бумеджан: Сара
- Інгрід Доннадьє: Моніка
- Софіан Зермані: Вбивця 1
- Медін: Вбивця 2

## Знімальна група
- Режисер: Хейрон
- Сценарій: Хейрон
- Декорації: Станіслас Рейделле
- Костюми: Карен Серро-Мюллер
- Оператор: Жан-Поль Агостіні
- Звук: Фредерік де Равіньян, Фаб'єн Девіллерс
- Монтаж: Енні Данше, Александр Флоран
- Продюсер: Сімон Істолайнен